# Natálie Kerschbaummayr
Natálie Kerschbaummayr (* 4. května 1998 Ostrava), rozená Tauchenová, je rakousko-česká rychlobruslařka.

## Sportovní kariéra
Rychlobruslení se začala v Česku pod trenérem Petrem Novákem věnovat v roce 2010, na podzim 2012 začala závodit v juniorském Světovém poháru. Počátkem roku 2013 se premiérově zúčastnila Mistrovství světa juniorů. V listopadu 2014 debutovala v seniorském Světovém poháru v rychlobruslení. Pravidelně v něm začala závodit, přičemž stále startovala i mezi juniory. V únoru 2016 se poprvé zúčastnila seniorského šampionátu – startovala v týmovém sprintu na Mistrovství světa (7. místo). Krátce poté absolvovala dva starty na Zimních olympijských hrách mládeže, kde na trati 1500 m skončila čtvrtá a v závodě s hromadným startem sedmá.
V lednu 2018 se premiérově představila na Mistrovství Evropy (v individuálních disciplínách nejlépe 12. místo v závodě s hromadným startem). Jako první náhradnice mohla startovat v závodě s hromadným startem na Zimních olympijských hrách 2018, uvolněné místo ale musel trenér Novák přenechat Bělorusku, neboť Kerschbaummayr na ZOH s týmem neletěla. Pro Mistrovství světa ve víceboji 2018 byla původně rovněž v pozici náhradnice, díky neúčasti některých závodnic se ale mohla této soutěže poprvé zúčastnit a skončila na 21. místě. Na Mistrovství světa na jednotlivých tratích 2019 debutovala v individuálních závodech 17. místem v závodě s hromadným startem. V sezóně 2019/2020 absolvovala pouze menší závody a zúčastnila se také mezinárodního mistrovství Německa.
Za Česko závodila do léta 2020, poté začala působit v klubu USCI Innsbruck reprezentovat Rakousko. V prosinci 2020 zvítězila na rakouském šampionátu ve víceboji a ve Světovém poháru se v rakouských barvách poprvé představila v lednu 2021. V únoru 2021 následovaly premiérové starty za Rakousko na Mistrovství světa na jednotlivých tratích 2021. V prosinci 2021 vyhrála na rakouském šampionátu ve čtyřech závodech a ve víceboji.

## Osobní život
Do sezóny 2012/2013 závodila pod rodným příjmením Tauchenová, od roku 2013 startuje pod příjmením Kerschbaummayr.
Studovala gymnázium v Chotěboři, kvůli potřebám rychlobruslařského tréninku přestoupila v roce 2010 na ZŠ Smetanova v Chotěboři. Po absolvování základní školy začala studovat sportovní Gymnázium Vincence Makovského v Novém Městě na Moravě.

## Osobní rekordy
| Závod               | Čas (body) | Datum                  | Místo       | Zdroj |
| ------------------- | ---------- | ---------------------- | ----------- | ----- |
| 500 m               | 41,49      | 21. října 2017         | Inzell      | [ 8 ] |
| 1000 m              | 1:19,20    | 16. února 2019         | Inzell      | [ 8 ] |
| 1500 m              | 2:00,97    | 3. prosince 2017       | Calgary     | [ 8 ] |
| 3000 m              | 4:12,17    | 10. prosince 2021      | Calgary     | [ 8 ] |
| 5000 m              | 7:28,28    | 19. listopadu 2017     | Stavanger   | [ 8 ] |
| týmový sprint       | 1:36,84    | 22. února 2015         | Varšava     | [ 8 ] |
| stíhací závod       | 3:02,50    | 14. listopadu 2015     | Calgary     | [ 8 ] |
| sprinterský čtyřboj | 204,820    | 19.–20. listopadu 2011 | Klobenstein | [ 8 ] |
| miničtyřboj         | 171,607    | 23.–24. ledna 2016     | Klobenstein | [ 8 ] |
| malý čtyřboj        | 183,744    | 18.–19. prosince 2021  | Innsbruck   | [ 8 ] |

## Umístění
| Sezóna  | ME                                                              | MS víceboj | MS jednotlivé tratě | Světový pohár                                                         | MS juniorů                                                             |
| ------- | --------------------------------------------------------------- | ---------- | ------------------- | --------------------------------------------------------------------- | ---------------------------------------------------------------------- |
| 2012/13 | —                                                               | —          | —                   | —                                                                     | 42. 1000 m 25. 1500 m 20. 3000 m 11. stíh. závod                       |
| 2013/14 | —                                                               | —          |                     | —                                                                     | 37. 1000 m 29. 1500 m 23. 3000 m 19. víceboj 8. stíh. závod            |
| 2014/15 | —                                                               | —          | —                   | 52. 1500 m 45. 3000/5000 m 37. hrom. start 9. stíh. závod             | 16. 1000 m 14. 1500 m 18. 3000 m 20. hrom. start 6. tým. sprint        |
| 2015/16 | —                                                               | —          | 7. stíh. závod      | 54. 1500 m 49. 3000/5000 m 34. hrom. start 9. stíh. závod             | 41. 500 m 30. 1000 m 20. 1500 m 19. 3000 m 19. víceboj 16. hrom. start |
| 2016/17 | —                                                               | —          | —                   | 75. 1500 m 23. hrom. start 9. stíh. závod                             | 45. 500 m 34. 1000 m 28. 1500 m 24. 3000 m 25. víceboj 18. hrom. start |
| 2017/18 | 17. 1000 m 21. 1500 m 16. 3000 m 12. hrom. start 5. stíh. závod | 21.        |                     | 78. 1000 m 49. 1500 m 55. 3000/5000 m 29. hrom. start 10. stíh. závod | —                                                                      |
| 2018/19 | —                                                               | —          | 17. hrom. start     | 55. 1500 m 39. 3000/5000 m 22. hrom. start                            | —                                                                      |
| 2019/20 | —                                                               | —          | —                   | —                                                                     | —                                                                      |
| 2020/21 | —                                                               | —          | 21. hrom. start     | 28. 3000/5000 m 21. hrom. start                                       | —                                                                      |